# Congreso de los Sóviets de la Unión Soviética
El Congreso de los Sóviets de la Unión Soviética, oficialmente conocido como Congreso de los Sóviets de Toda la Unión (en ruso: Всесоюзный съезд Советов) era el supremo órgano de gobierno de la Unión Soviética desde su formación el 30 de diciembre de 1922, hasta la aprobación de la Constitución soviética de 1936. Fue sucedido por el Sóviet Supremo de la Unión Soviética en 1937.

## Historia
El Congreso de los Sóviets fue estipulado el 30 de diciembre de 1922, mediante el Tratado de Creación de la URSS, y se celebró su I Congreso ese mismo día. Se instauró como su órgano legislativo, y al Comité Ejecutivo Central como órgano en funciones entre sesiones. Mijaíl Kalinin fue elegido como presidente del CEC.

## Elecciones
El Congreso de los Sóviets de la Unión Soviética fue integrado por representantes de los sóviets de todas las repúblicas soviéticas en las siguientes normas: de los municipios 1 miembro de 25 mil votantes, y de los sóviets territoriales, regionales y republicanos  1 miembro de 125 mil residentes. Los delegados en el Congreso de la Unión fueron elegidos en los congresos de los Sóviets provinciales (territoriales, regionales) de las repúblicas autónomas, o (si la república no tenía congresos provinciales) - directamente por el Congreso de los Sóviets de la república federada.

## Poderes
La jurisdicción exclusiva del Congreso de los Sóviets constaba de:
- la modificación de la Constitución de la URSS,
- la admisión de nuevas repúblicas en la URSS,
- el establecimiento de los principios de los planes para el desarrollo de la economía soviética y el presupuesto del Estado de la URSS, así como la aprobación de los principios generales de la legislación vigente.

El Congreso de los Sóviets debía determinar la dirección general de todos los organismos públicos y elegir un Comité Ejecutivo Central de la URSS, responsable ante el Congreso en el cual actúa.
El único Presidente del Comité del Congreso fue Mijaíl Kalinin.

## Congresos
- I Congreso de los Sóviets de la Unión Soviética (1922)
- II Congreso de los Sóviets de la Unión Soviética (1924)
- III Congreso de los Sóviets de la Unión Soviética (1925)
- IV Congreso de los Sóviets de la Unión Soviética (1927)
- V Congreso de los Sóviets de la Unión Soviética (1929)
- VI Congreso de los Sóviets de la Unión Soviética (1931)
- VII Congreso de los Sóviets de la Unión Soviética (1935)
- VIII Congreso de los Sóviets de la Unión Soviética (1936)